# 화랑대기 전국 초등학교 축구대회
화랑대기 전국 유소년 축구대회는 한국유소년축구연맹에서 주최·주관하는 초등학교 학생 대상 축구 대회이다. 2003년 처음 개최되었을 때는 눈높이컵 전국 초등학교 축구대회였으나, 2007년 이름이 바뀌었다.

## 현황
- 기간 : 매년 8월 초중반[2]
- 장소 : 경주시민운동장 외 10개 구장 (22면)
  - 경주시민운동장 (2면), 축구공원 (12면), 알천구장 (8면)
- 주최 : 경주시, 한국유소년축구연맹
- 주관 : 경주시, 한국유소년축구연맹, 경주시축구협회
- 후원 : 대한축구협회, 경주시의회

## 역대 우승 팀
| 회 | 연도 | 우승                | 준우승              |
| -- | ---- | ------------------- | ------------------- |
| 5  | 2007 | 신일초등학교 (경기) | 합성초등학교 (경남) |
| 6  | 2008 | 이문초등학교 (서울) | 성거초등학교 (충남) |

2019 강원 성덕초 3위

## 같이 보기
- MBC 국제 꿈나무 축구대회
- 전국유소년축구대회
- 경주시민운동장
- 경주시